# Renata Ferraz Guerra
Renata Ferraz Guerra de Andrade é uma ex-guerrilheira brasileira, integrante da organização de extrema-esquerda Vanguarda Popular Revolucionária (VPR) e da luta armada contra a ditadura militar no Brasil (1964-1985).
Antes de ingressar na VPR, Renata fez parte da POLOP e foi a responsável por cooptar Carlos Lamarca para a organização depois de várias visitas ao quartel de Quitaúna, onde ele, um simpatizante desiludido com o PCB, servia, e com quem aprendeu a atirar. Com outro ex-militar, o ex-sargento da Aeronáutica João Lucas Alves, aprendeu a confeccionar explosivos. Integrante dos grupos de assalto da VPR, Renata participou de várias ações armadas da organização em São Paulo. Alcunhada pela imprensa e pelos agentes da repressão política de "loira dos assaltos", participou de vários assaltos a banco, do roubo de armas no Hospital Militar do Cambuci e da mais famosa de suas ações, o ataque com um caminhão cheio de explosivos ao quartel-general do II Exército que resultou na morte do soldado Mário Kozel Filho e ferimentos em vários outros militares.
Expulsa formalmente da VPR por contestar o prosseguimento da luta armada, por causa da falta de recursos e do pequeno número de militantes, Renata foi uma das poucas guerrilheiras nunca presas ou torturadas. Fugiu do Brasil vivendo no Uruguai e no Chile nos anos 70, retornando apenas após a promulgação da Lei da Anistia em 1979.